# Franko Lazić
Franko Lazić (Zagreb, 25. veljače 1998.) hrvatski je vaterpolist, igrač  dubrovačkog Juga.
Igrao je za zagrebačku Mladost od 2017. do 2022. godine. Osvojio je s klubom naslov prvaka Hrvatske 2021. godine. Prešao je u dubrovački Jug 2022. godine.

## Reprezentacija
Godine 2016. osvojio je s hrvatskom reprezentacijom Svjetsko juniorsko prvenstvo u Podgorici, a 2017. srebrnu medalju na Svjetskom juniorskom prvenstvu u Beogradu. Godine 2022. bio je član hrvatske reprezentacije koja je osvojila Europsko prvenstvo u Splitu. Godine 2024. s Hrvatskom je osvojio zlato na Svjetskom prvenstvu u Dohi.

## Vanjske poveznice
- Profil na Global Sports Archive